# Густранвиль
Густранви́ль (фр. Goustranville) — коммуна во Франции, находится в регионе Нижняя Нормандия. Департамент коммуны — Кальвадос. Входит в состав кантона Дозюле. Округ коммуны — Лизьё.
Код INSEE коммуны — 14308.

## Население
Население коммуны на 2010 год составляло 188 человек.
| 1962 | 1968 | 1975 | 1982 | 1990 | 1999 | 2010 |
| ---- | ---- | ---- | ---- | ---- | ---- | ---- |
| 153  | 140  | 137  | 181  | 181  | 187  | 188  |

## Экономика
В 2010 году среди 121 человека трудоспособного возраста (15—64 лет) 84 были экономически активными, 37 — неактивными (показатель активности — 69,4 %, в 1999 году было 63,8 %). Из 84 активных жителей работали 79 человек (41 мужчина и 38 женщин), безработных было 5 (2 мужчин и 3 женщины). Среди 37 неактивных 10 человек были учениками или студентами, 17 — пенсионерами, 10 были неактивными по другим причинам.